# ایست بروتن (آلاباما)
ایست بروتن (به انگلیسی: East Brewton) شهری در شهرستان اسکامبیا ایالت آلاباما است که مساحت آن ۸٫۹۲ کیلومتر مربع است و در سرشماری سال ۲۰۱۰ میلادی، ۲٬۴۷۸ نفر جمعیت داشته و تراکم جمعیتی آن، ۲۷۷٫۸ نفر در هر کیلومتر مربع بوده است.